# Мазе, Жаклин
Жаклин Мазе (Мартен-) (фр. Jacqueline Mazéas (Martin-); 10 октября 1920, Денен, департамент Нор, Франция — 9 июля 2012, Дарнеталь, департамент Приморская Сена, Франция) — французская легкоатлетка, бронзовый призер летних Олимпийских игр в Лондоне (1948) в метании диска.

## Спортивная карьера
Стала первой француженской, сумевшей бросить диск за рубеж в 40 м. В 1944, 1946 и 1947 гг. становилась чемпионкой Франции в метании диска. На Олимпийских играх в Лондоне (1948) с результатом 40,47 м стала бронзовым призером.